# St. Maria (Bühl im Ries)
Die St.-Marien-Kirche in Bühl im Ries, einem Gemeindeteil der Gemeinde Alerheim im Landkreis Donau-Ries (Bayern), ist eine mit historischen Fresken geschmückte evangelisch-lutherische Pfarrkirche.

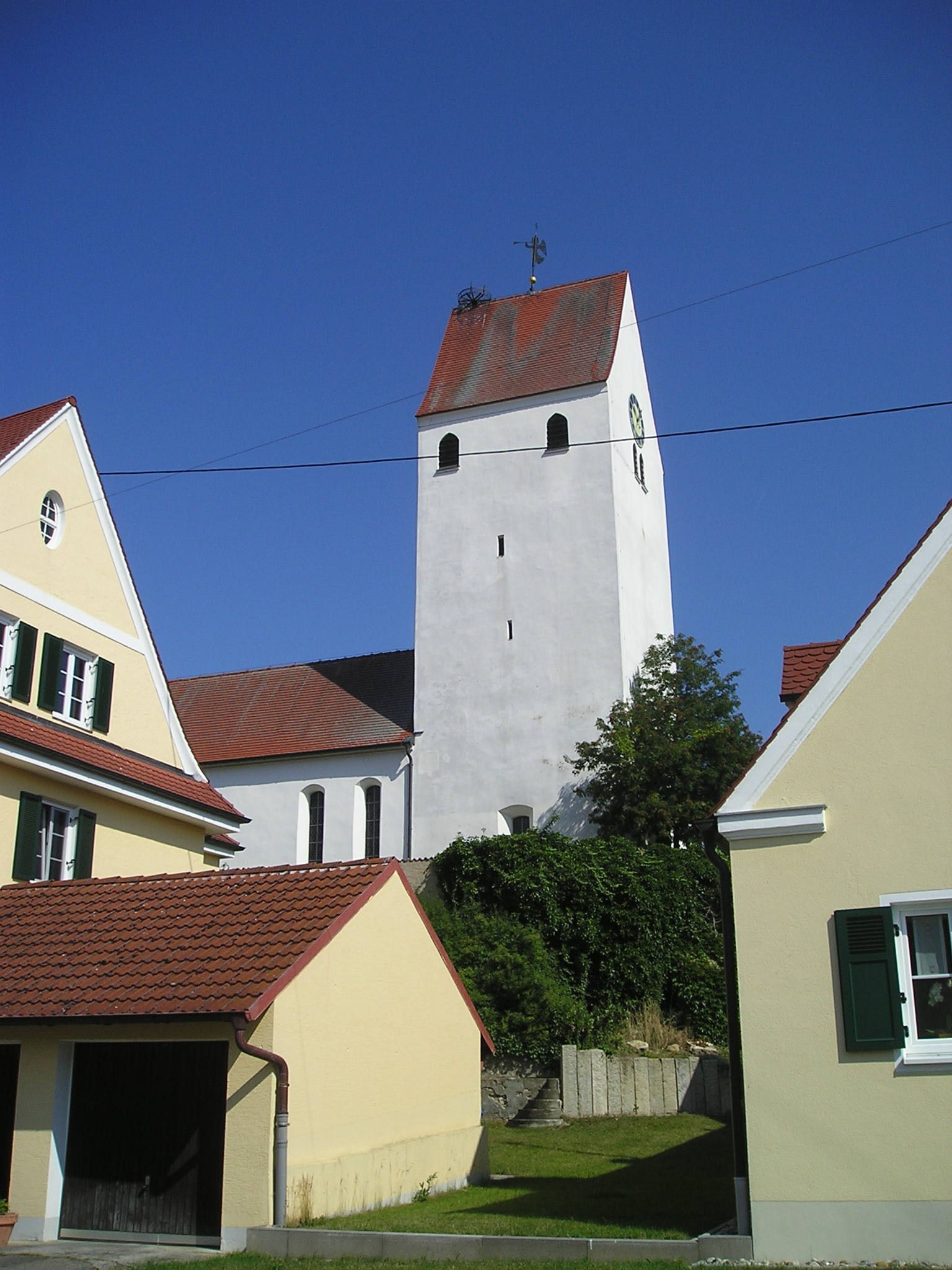
Die St.-Marien-Kirche in Bühl am Ries

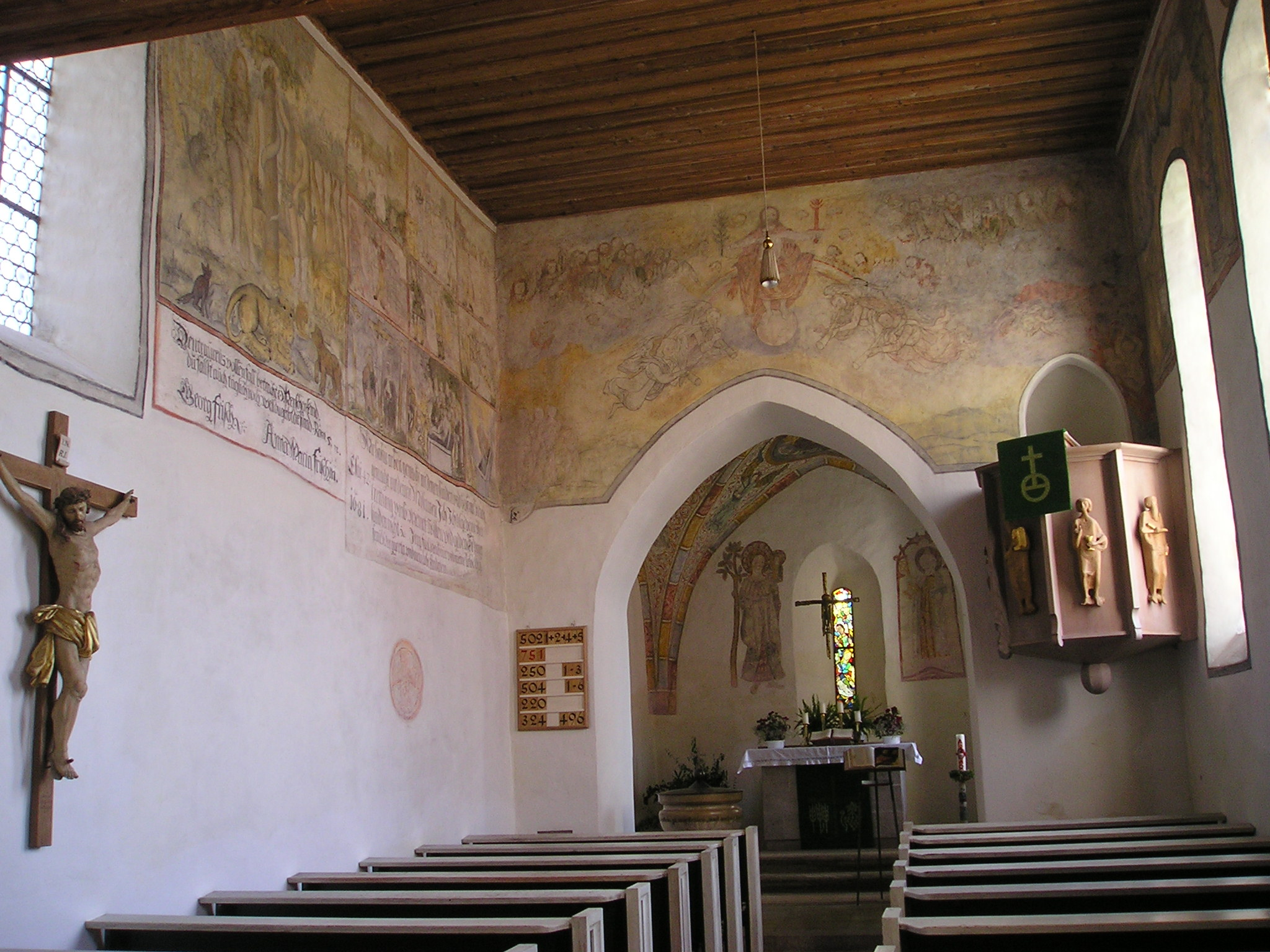
Blick zu den Fresken der Nord- und der Chorwand

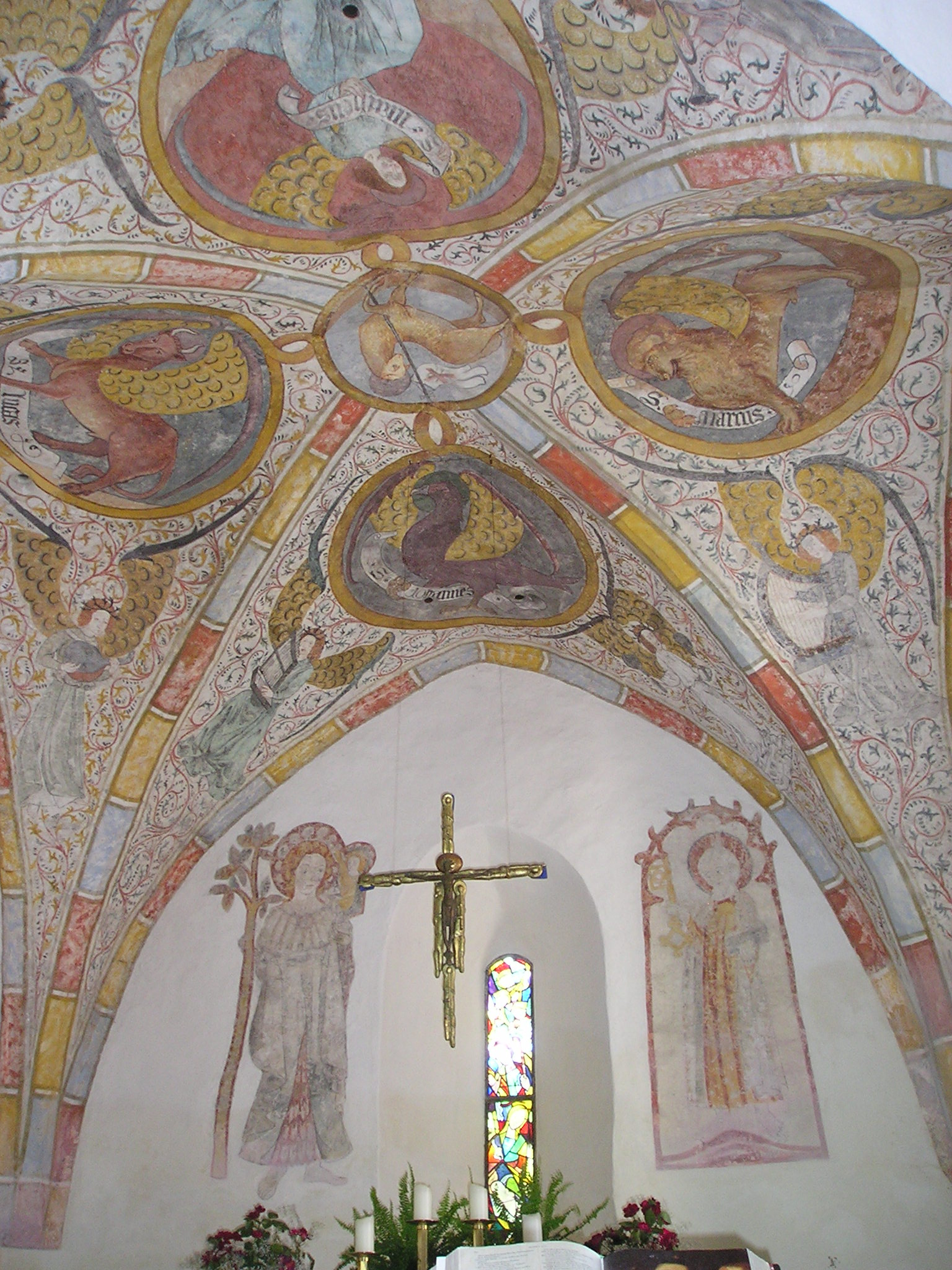
Die Chorfresken

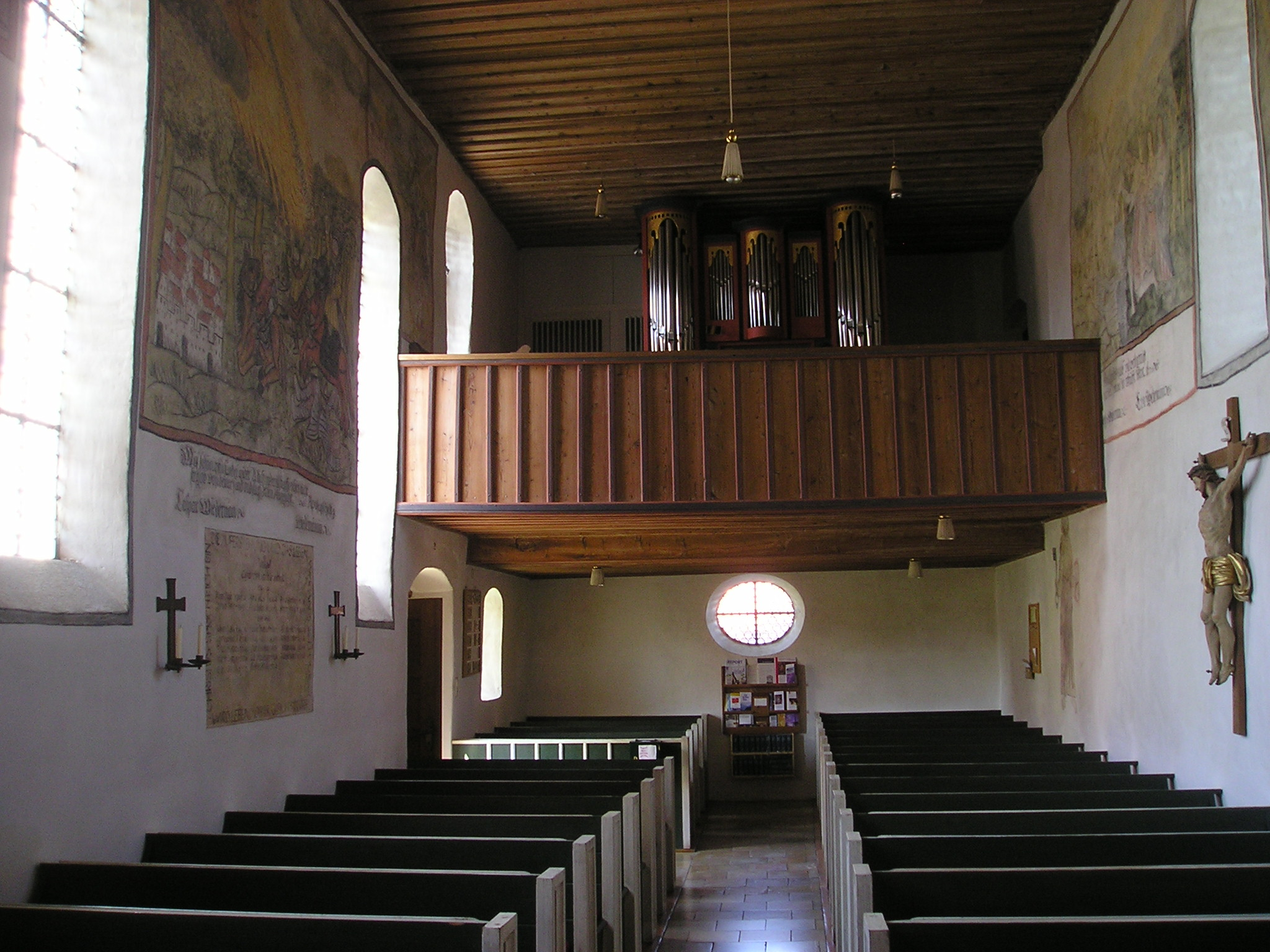
Blick in den Westen der Kirche

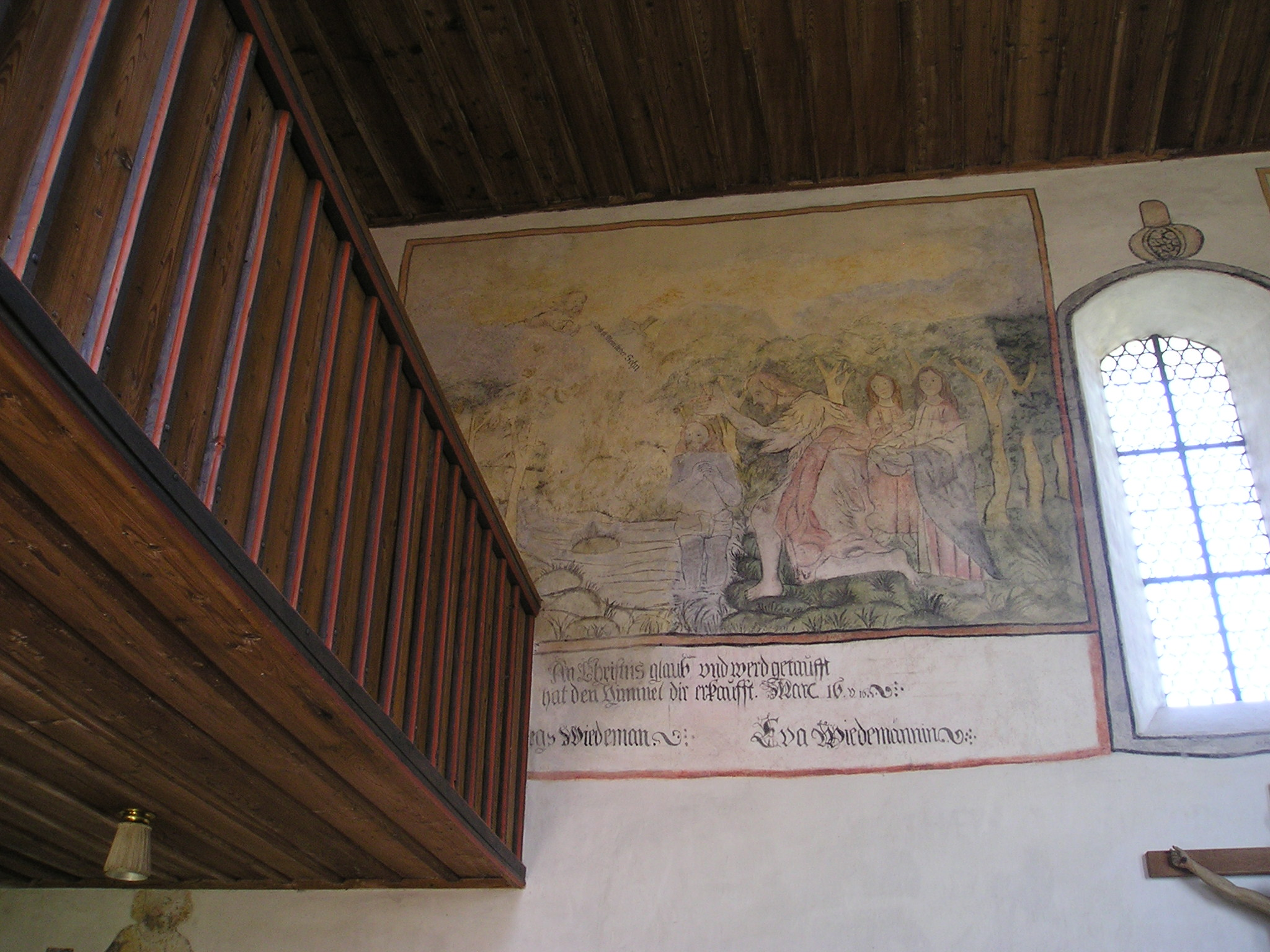
Fresko an der Nordwand: Die Taufe Jesu

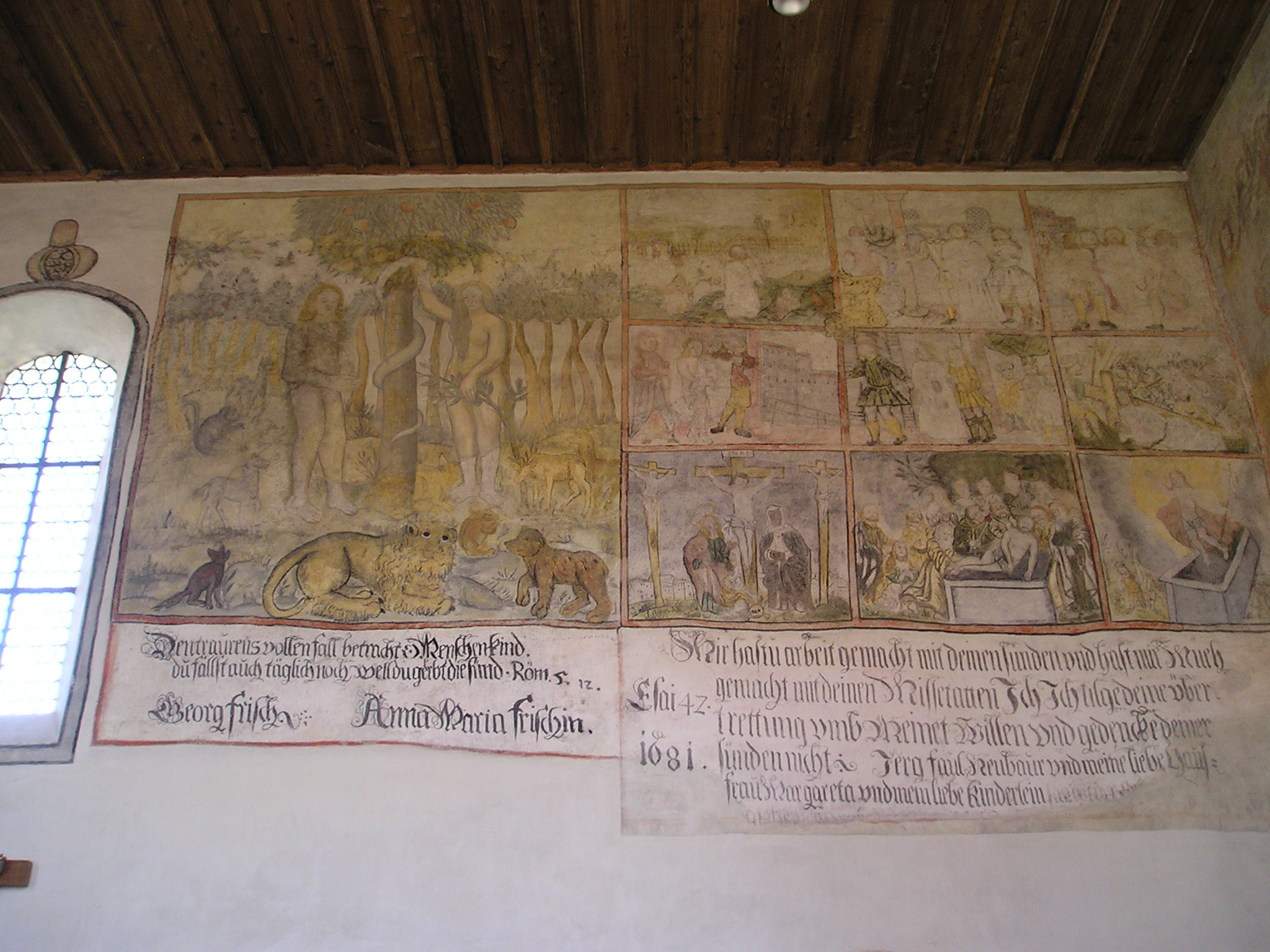
Fresken an der Nordwand: Sündenfall und Passionsgeschichte

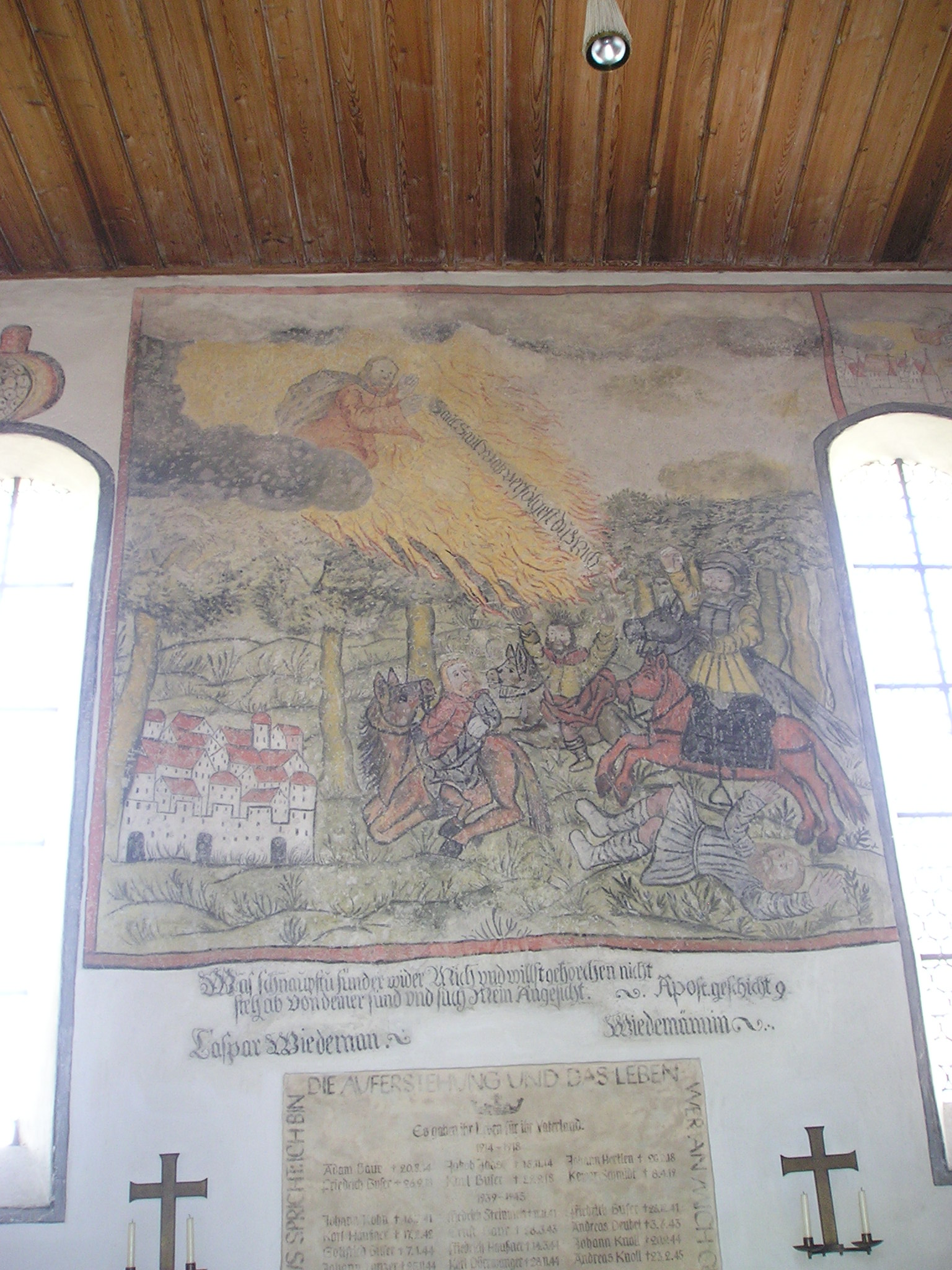
Fresko an der Südwand: Die Bekehrung des Saulus

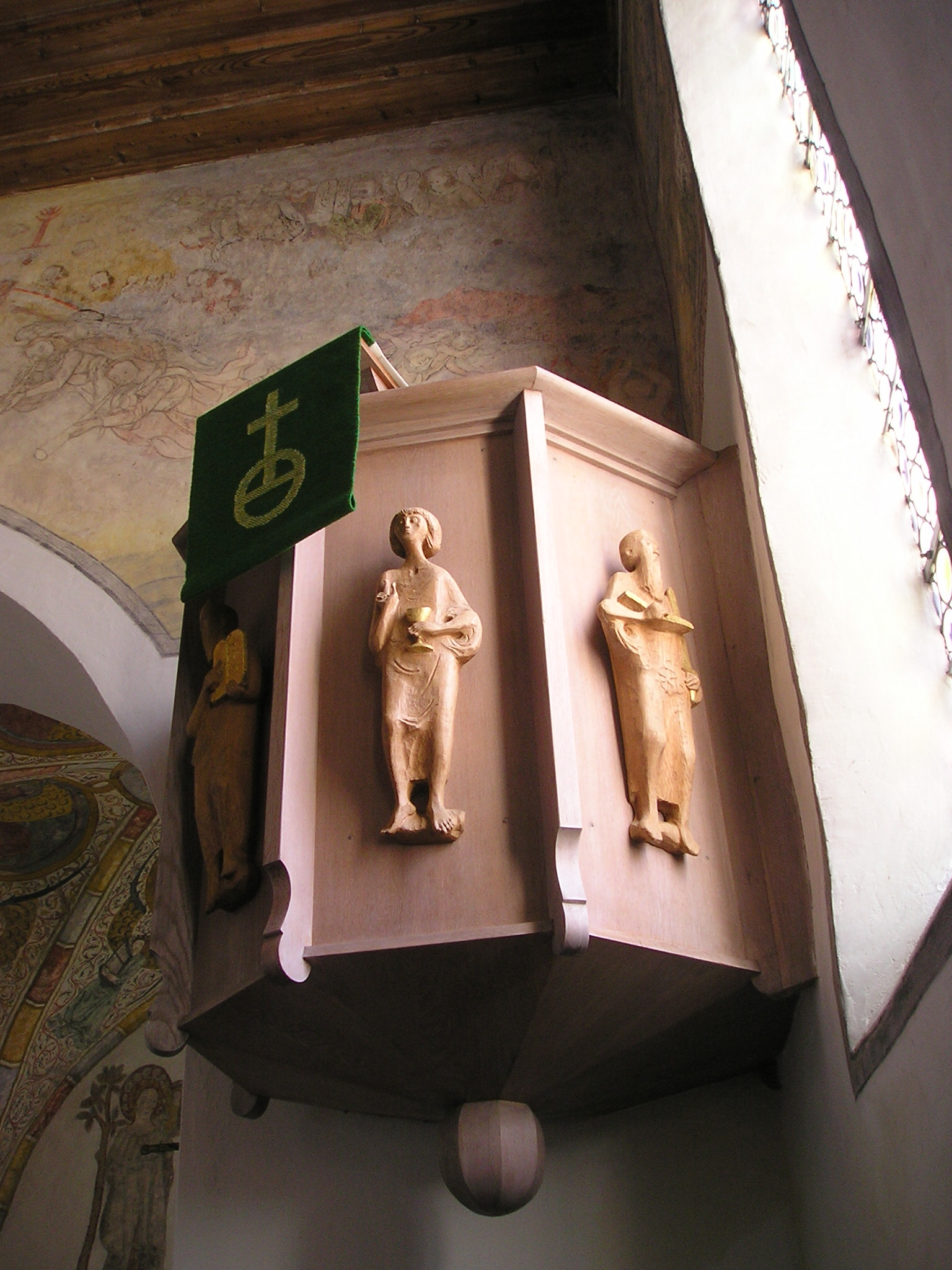
Kanzel

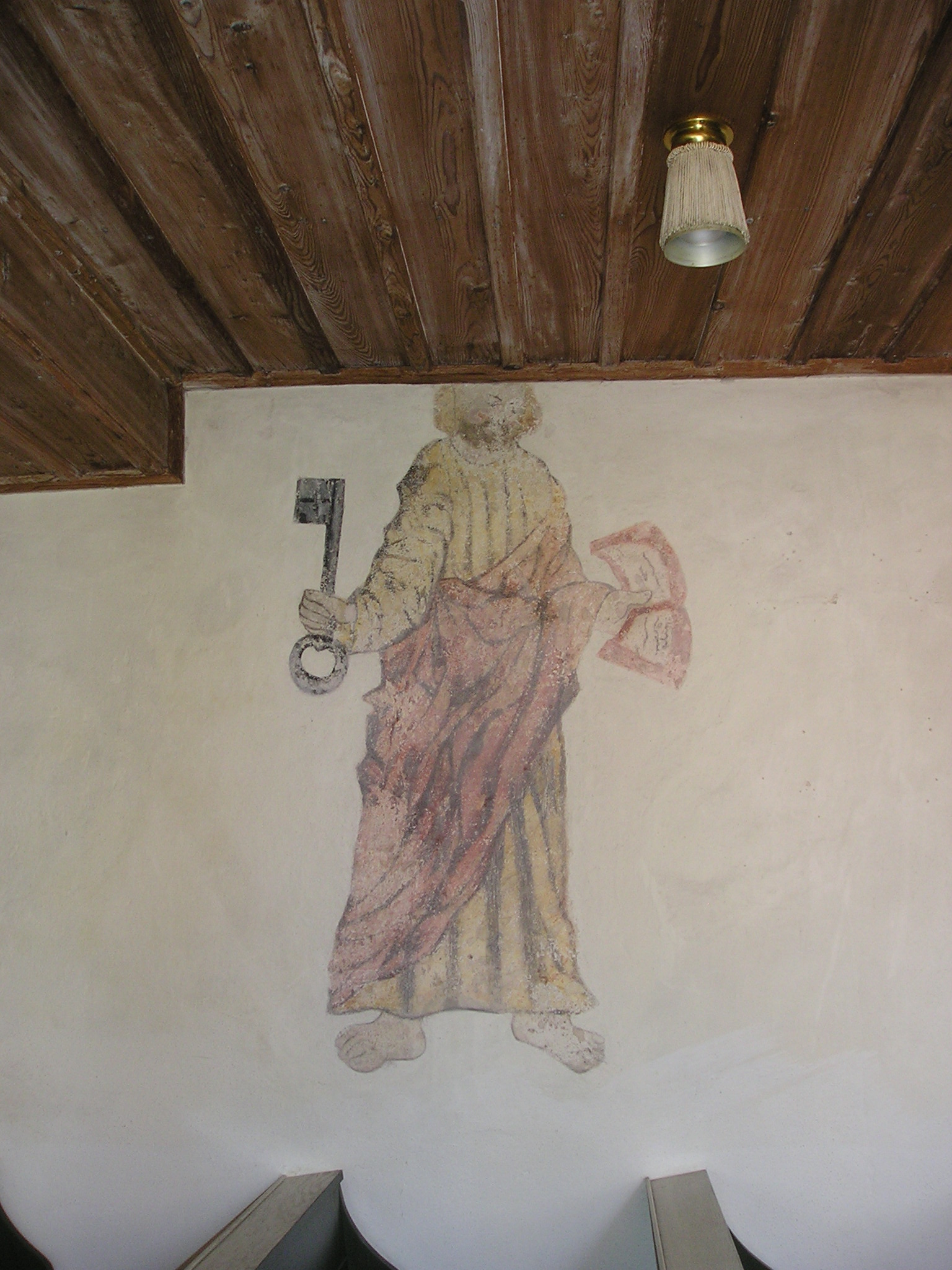
Petrusdarstellung unter der Empore

## Lage
Die von einem befestigten Friedhof umgebene Kirche befindet sich auf einem Hügel in der Mitte des Dorfes (Am Kirchberg 6).

## Geschichte
1193 wurde der Vorgängerbau als Chorturmkirche einer Kirchenburg erbaut. 1270 übergaben die Grafen von Oettingen das Patronatsrecht dem in Gründung befindlichen Zisterzienserinnenkloster Kirchheim. 1307 wurde das Patronatsrecht mit dem Kirchensatz an das Domkapitel zu Augsburg übertragen. Im 16. Jahrhundert wurde die Kirche infolge der Reformation evangelisch. Im Westen und im Norden des Kirchenraumes wurden hölzerne Emporen eingebaut.
Um 1680 erfolgte eine Langhauserweiterung um vier Meter, wobei die nördliche Langhauswand der Vorgängerkirche erhalten blieb, aber höher gezogen wurde. Gleichzeitig wurde die südliche Langhauswand verschmälert, so dass sie mit der Südseite des Turmes in einer Flucht steht. Der Turm, der im Untergeschoss noch den Chor der Vorgängerkirche aufweist, wurde ebenfalls um 1680 umgestaltet und erhöht. Zu dieser Zeit wurde auch die Sakristei an die Nordseite des Turmes angebaut. 1895 fanden größere Renovierungsarbeiten statt.

## Baubeschreibung
Der einschiffige Bau ist flachgedeckt, im Innern weist er eine Holzdecke auf. Der Chor im Untergeschoss des im Osten der Kirche stehenden ungegliederten Turmes hat ein Kreuzgratgewölbe. Der quadratische Turm, der im Norden um circa einen halben Meter breiter ist als das Kirchenschiff, ist mit einem Satteldach geschlossen; auf den Giebelseiten befindet sich über zwei in geringem Abstand angebrachten rundbogigen Schallöffnungen jeweils eine Turmuhr. Bei den zwei Schallöffnungen auf den anderen Turmseiten erscheint der Abstand ungewöhnlich groß.
Westlich der Kirche steht außerhalb der Friedhofsmauer ein Kriegerdenkmal in Form von drei Kreuzen.

## Fresken
Die Kirche weist großflächige Malereien an den Langhauswänden und im Chorraum auf, die aus dem 13. bis 17. Jahrhundert stammen. Sie wurden 1946 bis 1948 freigelegt und von den Kirchenmalern Reißner und v. Löhneysen und von Schmitt, Augsburg, teilweise wiederhergestellt. In diesem Zusammenhang wurde die Empore der Nordwand zugunsten der Fresken entfernt. Die verbliebene Westempore verdeckt die Fresken zum Teil.

### Chorraum
Die Fresken im Chorraum sind die ältesten der Kirche und entstanden im 13., 14. und 15. Jahrhundert. Sie zeigen den hl. Christophorus (um 1300) in höfischer Gewandung, den hl. Petrus (nach 1300) sowie Medaillons mit den Evangelistensymbolen (Mensch, Löwe, Stier und Adler) und acht musizierende Engel im Gewölbe (um 1450). „Besonders interessant … sind die jugendlichen, fast weiblich anmutenden weichen Gesichtszüge“ des gut erhaltenen Christophorus; vielleicht ist die Darstellung beeinflusst von der mystischen Haltung der Kirchheimer Zisterzienserinnen. Bühl liegt an dem Bächlein Schwalb, das zu häufigen Überschwemmungen führte – die Darstellung des hl. Christophorus kann auch in diesem Zusammenhang gesehen werden. Der ebenfalls im Geist der Mystik gemalte Petrus ist mit einem Buch, wohl der Bibel, und mit dem Schlüssel des Himmels abgebildet. Die Engel in den Gewölbezwickeln wurden um 1420 gemalt. Im Scheitel des Kreuzgratgewölbes ist das Lamm als Christussymbol schreitend mit einer wehenden weißen Siegesfahne mit einem Kreuz darauf dargestellt.

### Südwand
An der südlichen Langhauswand ist eine sitzende, schwangere (?) heilige Pilgerin abgebildet – vielleicht Maria aus der biblischen Szene, in der sie ihre Base Elisabeth aufsucht. Das Fresko stammt aus dem Ende des 14. Jahrhunderts bis um 1500. Weitere, nicht identifizierbare Farbspuren an der Südwand wurden wieder übertüncht. Auf dem großen dreigeteilten Wandbild, wie die anderen Wandbilder 1681 von Bühler Bauern gestiftet, ist die Berufung eines Propheten (Ezechiel oder Jeremia?), die Bekehrung des Saulus und – gestört durch einen späteren Fenstereinbau – das Weihnachtsgeschehen (Verkündigung an die Hirten und Anbetung der Könige) dargestellt.

### Nordwand
Das Wandbild von 1681 zeigt in zwei großflächigen Bildern die Taufe Jesu durch Johannes im Jordan und – nach einem Kirchenfenster – das Paradies mit Tieren und dem Sündenfall von Adam und Eva, schließlich in drei Reihen in je drei kleinen Einzelszenen die Leidensgeschichte und die Auferstehung Jesu. Drei weitere kleine Bilder der Nordwand zeigen einen reifen Granatapfel, dann, wohl romanischen Ursprungs, ein Apostelkreuz mit Radkranz, Kreuz und Schwurhand und schließlich unter dem Empore eine weitere Petrusdarstellung.

### Ostwand
Die Ostwand zeigt am Chorbogen großflächig ein Jüngstes Gericht. Das Fresko entstand im ausgehenden 17. Jahrhundert.

## Weitere Ausstattung
- Eine moderne hölzerne Kanzel hängt in der südöstlichen Ecke des Langhauses (Zugang über eine Treppe im Turm) und weist vier Holzfiguren von „Glaubenszeugen“ (Johannes der Seher, Moses, der Jünger Johannes und der Apostel Paulus) auf. Sie wurden vom Bildhauer Ernst Steinacker geschnitzt.[11]
- Über dem Altar im Chorraum hängt ein vergoldetes Kreuz, gestaltet aus sechs musizierenden Engeln, ebenfalls ein Werk von Steinacker.
- Das romanische Chorfenster hinter dem Altar ist modern buntverglast und zeigt die Weihnachtsgeschichte mit zwei Engeln.
- Der Taufstein steht links am Chorbogen.
- An der historischen Nordwand ist ein großes Holzkreuz mit Corpus angebracht; gestiftet wurde es 1681.[11]
- Die hölzerne Empore im Westen der Kirche (Zugang im Norden von außen) verdeckt stellenweise die alte Freskenbemalung. Der Orgelprospekt ist fünfteilig.
- Ein steinernes Kreuzigungsrelief über dem Kirchenportal und das Steinrelief „Himmelsleiter“ aus dem Jakobstraum an der Kirchhofmauer sind weitere Werke Steinachers.[12]
- Vier Grabsteine aus Jurakalkstein stammen vom Ende des 18. Jahrhunderts bzw. von 1800.[13]

## Würdigung
Die Langhausfresken sind ein seltenes Beispiel für solche im 17. Jahrhundert in evangelischen Kirchen entstandene bildliche Darstellungen. Während die Malereien im Chor von hoher künstlerischer Qualität zeugen, sind die Fresken im Langhaus eher bäuerlich-naiven Charakters. Das theologische Programm der Fresken hat Hans Keitel eingehend beschrieben.